# Melanichneumon melanarius
Melanichneumon melanarius là một loài tò vò trong họ Ichneumonidae.